# Canberra Capitals
Pour les articles homonymes, voir Capitals.
Maillots
Les Canberra Capitals, ou Canberra TransACT Capitals, sont un club féminin australien de basket-ball basé dans la ville de Canberra. C'est l'un des clubs les plus titrés de la Women's National Basketball League, le plus haut niveau en Australie.

## Palmarès
- Women's National Basketball League : 2000, 2002, 2003, 2006, 2007, 2010

## Entraîneurs successifs
- Depuis 2003 : Carrie Graf
- 2002 - 2003 : Tom Maher

## Effectif 2013-2014
| Numéro | Nom              | Née le          | Taille | Nationalité | Poste           |
| 5      | Sarah McAppion   | 16 février 1990 | 1,78 m | Australie   | Arrière-Ailière |
| 6      | Alice Coddington | 24 octobre 1988 | 1,78 m | Australie   | Arrière         |
| 7      | Natalie Hurst    | 8 avril 1983    | 1,63 m | Australie   | Arrière         |
| 8      | Carly Wilson     | 8 juillet 1982  | 1,81 m | Australie   |                 |
| 10     | Nicole Hunt      | 15 octobre 1988 | 1,67 m | Australie   | Arrière         |
| 11     | Jessica Bibby    | 23 août 1979    | 1,69 m | Australie   | Arrière         |
| 12     | Carley Mijovic   | 1er août 1994   | 1,96 m | Australie   | Pivot           |
| 13     | Alexandra Bunton | 13 octobre 1993 | 1,96 m | Australie   | Pivot           |
| 14     | Isabelle Strunc  | 8 mars 1991     | 1,79 m | France      | Ailière         |
| 20     | Tara Hay         | 12 janvier 1990 | 1,67 m | Australie   | Ailière         |

- Entraîneur : Carrie Graf
- Assistants : Brendan Parnell

## Effectif 2012-2013
| Numéro | Nom              | Née le            | Taille | Nationalité | Poste   |
|        | Alex Bunton      | 13 octobre 1993   | 1,95 m | Australie   | Pivot   |
| 5      | Tessa Lavey      | 29 mars 1993      | 1,70 m | Australie   | Arrière |
| 7      | Alice Coddington | 24 octobre 1988   | 1,78 m | Australie   | Arrière |
| 9      | Casey Samuels    | 2 août 1994       | 1,80 m | Australie   | Arrière |
| 10     | Nicole Hunt      | 15 octobre 1988   | 1,67 m | Australie   | Arrière |
| 11     | Jessica Bibby    | 23 août 1979      | 1,69 m | Australie   | Arrière |
| 14     | Mikaela Dombkins | 1er août 1986     | 1,81 m | Australie   | Arrière |
| 15     | Lauren Jackson   | 11 mai 1981       | 1,96 m | Australie   | Pivot   |
| 20     | Valerie Ogoke    | 10 septembre 1986 | 1,88 m | États-Unis  | Ailière |
| 21     | Samantha Norwood | 7 décembre 1989   | 1,84 m | Australie   | Ailière |
| 30     | Michelle Cosier  | 30 avril 1982     | 1,78 m | Australie   | Arrière |
| 35     | Brigitte Ardossi | 7 août 1987       | 1,88 m | Australie   | Ailière |

- Entraîneur : Carrie Graf
- Assistants : David Herbert, Markus Klusemann, Sandy Tomley

L'équipe se classe huitième de la saison régulière avec 7 victoires pour 17 défaites.

## Joueuses célèbres ou marquantes
- Alana Beard
- Tully Bevilaqua
- Lauren Jackson
- Jennifer Whittle